# Ratpenat blanc gros
El ratpenat blanc gros (Diclidurus ingens) és una espècie de ratpenat que es troba a Sud-amèrica (Brasil, Colòmbia, Guaiana, el Perú i Veneçuela).